# Застава Белизеа
Застава Белизеа усвојена је 21. септембра 1981. године по стицању независности од Уједињеног Краљевства. Застава је продужена варијанта заставе Британског Хондураса (име Белизеа током колонијалног периода). Ова застава била је проглашена 1950. године када је Британски Хондурас полако стицао независност. Две танке хоризонталне црвене линије на ивицама додате су по стицању независности. На средини заставе налази се грб Белизеа. 

## Галерија
- Застава Британског Хондураса
(1919-1981)
- Застава Белизеа
(1950-1981)
- Стандарта гувернера Белизеа